# Liriomyza paradigma
Liriomyza paradigma är en tvåvingeart som beskrevs av Erich Martin Hering 1936. Liriomyza paradigma ingår i släktet Liriomyza och familjen minerarflugor.
Artens utbredningsområde är Polen. Inga underarter finns listade i Catalogue of Life.